# بخش کرانی
بخش کرانی یکی از بخش‌های شهرستان بیجار به مرکزیت شهر یاسوکند در غرب ایران است.

## تقسیمات کشوری
- بخش کرانی
  - دهستان کرانی به مرکزیت شهریاسوکند
  - دهستان طغامین به مرکزیت روستای آغبلاغ طغامین
  - دهستان گرگین به مرکزیت روستای گرگین

شهر: یاسوکند

## جمعیت
بنابر سرشماری مرکز آمار ایران، جمعیت بخش کرانی شهرستان بیجار در سال ۱۳۹۵ برابر با ۱۷۲۰۰۰ نفر بوده‌است که مردم آن به زبان ترکی آذربایجانی صحبت می‌کنند.

آثارتاریخی ومنابع طبیعی:
معدن سنگ آهن شهرک (بزرگترین معدن سنگ آهن شمالغرب کشور)وآثارتاریخی قمچقای (قلعه آیتوس)، امام زاده عقیل یاسوکند،حمام تاریخی شهر یاسوکند، برج ینگی ارخ وپل قجوردراین بخش قراردارد
وضعیت جغرافیای:
ازکوه‌های این بخش می‌توان کوه‌های شاهنشین، سیرالان، ساری گونی رانام برد رودخانه گوی اوزن وقم چقایا که ازسرشاخه‌های رودخانه قزل اوزن می‌باشند ازارتفاعات شمال غربی بخش کرانی (روستای شهرک وشریف کندی )سرچشمه می‌گیرند.